# Quiet & Still
Quiet & Still — дебютний студійний альбом норвезького співака та композитора Евена Йохансена. Альбом вперше з'явився в Норвегії в жовтні 2000 року. У США альбом вийшов під його справжнім ім'ям. В альбом, крім власних композицій, також увійшла кавер-версія пісні «Dancing In The Moonlight» хард-рок групи Thin Lizzy.

## Список композицій
1. «The Recluse» — 4:33
2. «Where Happiness Lives» — 3:43
3. «Bullet To Your Heart» — 2:49
4. «Easily Undone» — 3:31
5. «Nothing Hurts Now» — 3:50
6. «There's An End To This» — 3:11
7. «Private Jinx» — 3:32
8. «Quiet And Still» — 3:37
9. «Dancing In The Moonlight (It's Caught Me In Its Spotlight)» — 3:43
10. «Beautiful Day» — 4:23
11. «Home Song» — 4:07